# 李鍾沢 (野球)
李 鍾沢（イ・ジョンテク、朝鮮語: 이종택、1968年 3月26日 - ）は KBOリーグ・ヘテ・タイガースに所属していた大韓民国出身のプロ野球選手（外野手）。

## 詳細情報

### 出身学校
- 1984年 - 1987年、釜山高等学校
- 1987年 - 1991年、漢陽大学校 (1987学番)

### 背番号
- 26 （1991年）